# Alasan Ann
Alasan Ann (29 de septiembre de 2000) es un deportista gambiano que compite en taekwondo. Ganó una medalla de bronce en el Campeonato Africano de Taekwondo de 2022, en la categoría de +87 kg.

## Palmarés internacional
| Campeonato Africano | Campeonato Africano | Campeonato Africano | Campeonato Africano |
| Año                 | Lugar               | Medalla             | Categoría           |
| ------------------- | ------------------- | ------------------- | ------------------- |
| 2022                | Kigali (Ruanda)     | Medalla de bronce   | +87 kg              |